# Cantonul Le Bois-d'Oingt
Cantonul Le Bois-d'Oingt este un canton din arondismentul Villefranche-sur-Saône, departamentul Rhône, regiunea Rhône-Alpes, Franța.

## Comune
- Bagnols
- Chamelet
- Châtillon
- Chessy
- Frontenas
- Jarnioux
- Le Bois-d'Oingt (reședință)
- Le Breuil
- Légny
- Létra
- Moiré
- Oingt
- Saint-Laurent-d'Oingt
- Saint-Vérand
- Sainte-Paule
- Ternand
- Theizé
- Ville-sur-Jarnioux